# Fuente la Lancha
Fuente la Lancha là một thành phố tại tỉnh Córdoba, Tây Ban Nha. Theo điều tra dân số 2006 (INE), thành phố này có dân số là 415 người.